# Enrique Montoya
Enrique Montoya Fernández, conocido como Enrique Montoya, nacido en Utrera (Sevilla) el 21 de septiembre de 1928 y fallecido en la misma localidad el 28 de julio de 1993, fue un artista español de la copla y el cante.

## Biografía
Hijo de José María Montoya Pozo y Marta Fernández Carrillo, se educó junto a sus hermanos Juan y Marcial, en el Colegio de los Salesianos de Utrera.
Sus primeros cantes los realizó durante su infancia en Utrera, su ciudad natal. Al mismo tiempo, aprendió a tocar la guitarra en la barbería de Balsamina. Aún de niño, ya emprendió su primera gira artística por los pueblos de Andalucía y Extremadura, y por toda España, más tarde con una compañía llamada "Ases Juveniles". Residió algún tiempo en Madrid de donde partió al extranjero. Recorrió Egipto, Turquía, Grecia y otros países de Oriente Medio. Volvió a Europa y, ya en España, Conchita Piquer le presentó en el espectáculo Salero de España como una de sus principales figuras. Más tarde marchó a Cuba para intervenir en la televisión; de allí, pasó a los Estados Unidos y fue presentado en el Teatro Roxy de Nueva York, donde permaneció un año y conoció a Sabicas con quien grabó muchos discos; el más conocido, Serenata Andaluza, donde hallamos la lorquiana Baladilla de los tres ríos y temas flamencos tan bien construidos flamencamente como Recuerdo a la Soleá, Alma gaditana, Fiesta trianera o Brindis a Huelva.
Pasados los años grabó sus mejores piezas con Paco de Lucía, bajo el denominador común de Flamenco Romántico, del que Rafael Manzano nos dice: 

Enrique Montoya es hoy por hoy, el mejor intérprete de una Andalucía fina como una acuarela; abierta como un abanico;  sonora como el viento en los olivos. Él da sentido y nos descifra, mejor que un catedrático, la clave última de la palabra andaluza de un Antonio Machado, de las seis cuerdas,  como doncellas desnudas, de la guitarra de Lorca, del mundo levantado por Benítez Carrasco, donde espejean en las aguas los toros bravos; o de Ochaíta y Solano, que han hecho del cuplé, delicada importación francesa, ese milagro en el que silban los mirlos del Sur de España.

Con Manolo Sanlúcar y Remolino (hijo), presentó una recopilación de poemas, entre los que se encuentra Hoy, de  Gustavo Adolfo Bécquer y de la que L. M. Guillén escribe: 

Enrique Montoya se atreve con intención y música, a traspasar la púdica frontera de ese lirismo puro de cantares, contrayendo la delicada misión de decirle al pueblo su propia alegría, hablarle de su propia pena y ponerle con su voz inigualable, el marchamo agridulce de Manuel Machado, poeta de quien arranca la letra de "Cantares".

En su tiempo, Enrique Montoya hizo lo que hoy encajaría en la clasificación de un "Flamenco nuevo".
En 1952 participó como figurante en la película María Morena, interpretando a la guitarra un villancico a coro, Los gitanillos en Navidad.